# (1712) Angola
(1712) Angola ist ein Asteroid des Hauptgürtels, der am 28. Mai 1935 vom südafrikanischen Astronomen Cyril V. Jackson in Johannesburg entdeckt wurde.
Der Name des Asteroiden ist vom südwestafrikanischen Land Angola abgeleitet.